# Stanisław Kwiatkowski (1903–1962)

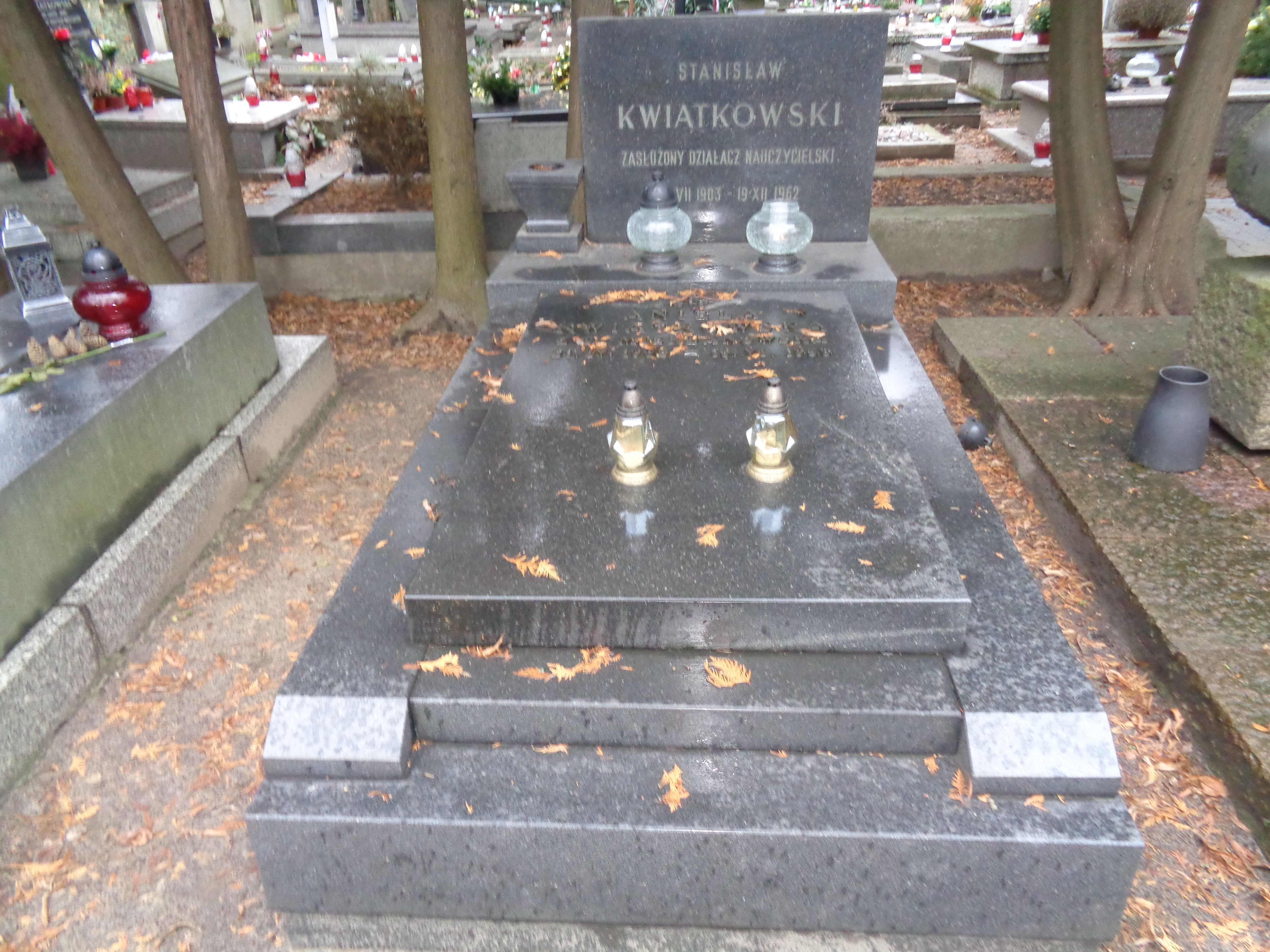
Grób Stanisława Kwiatkowskiego na Cmentarzu Wojskowym na Powązkach

Stanisław Kwiatkowski (ur. 30 lipca 1903 w Pilźnie, zm. 19 grudnia 1962 w Warszawie) – polski nauczyciel i działacz związkowy, poseł do Krajowej Rady Narodowej oraz na Sejm Ustawodawczy (1947–1952).

## Życiorys
W 1927 ukończył Wyższy Kurs Nauczycielski, a sześć lat później Państwowy Instytut Nauczycielski w Warszawie. Przez całe dwudziestolecie międzywojenne pracował jako nauczyciel, działał w ZNP, w latach 1936–1939 redagował gazetę „Szkoła dokształcająca i zawodowa”. Na stopień porucznika rezerwy został mianowany ze starszeństwem z 1 stycznia 1935 i 329. lokatą w korpusie oficerów piechoty.
W czasie kampanii wrześniowej walczył jako dowódca plutonu moździerzy 2 kompanii ckm 36 pułku piechoty. 13 września 1939 pod Bwinowem został kontuzjowany. Dostał się do niewoli niemieckiej.
We wrześniu 1946 formalnie dokooptowany do Krajowej Rady Narodowej, a w styczniu następnego roku wybrany posłem do Sejmu Ustawodawczego z okręgu Świebodzin. Odznaczony Krzyżem Oficerskim Orderu Odrodzenia Polski (1946). Od kwietnia 1947 do grudnia 1948 ponownie członek PPS. W latach 1945–1948 pełnił obowiązki dyrektora departamentu szkolnictwa zawodowego w ministerstwie oświaty, po czym pracował w ZNP, publikował w prasie nauczycielskiej. Zginął w 1962 podczas katastrofy samolotowej w Warszawie. Pochowany na cmentarzu Powązki Wojskowe w Warszawie (kwatera A25-tuje-13).